# Tritemnodon
Il tritemnodonte (gen. Tritemnodon) è un mammifero carnivoro estinto, appartenente agli ienodonti. Visse nell'Eocene medio (circa 48 milioni di anni fa) e i suoi resti fossili sono stati ritrovati in Nordamerica.

## Descrizione
L'aspetto di questo animale doveva essere una sorta di incrocio tra quello di una faina e quello di una volpe: le zampe, relativamente corte, erano snelle ma forti, mentre il corpo era allungato e agile. La testa era sottile e fornita di denti acuminati. 
Tritemnodon si distingue dall'affine Sinopa per la forma dei molari superiori, con paracono e metacono molto vicini, e per i molari inferiori dal talonide ridotto. Il cranio era molto allungato e stretto, e possedeva una cresta sagittale elevata, così come la cresta occipitale. Le zampe erano corte e gracili, e il radio non era più in grado di compiere un movimento di rotazione. La mano e il piede erano forniti di cinque dita ben separate, terminanti in artigli acuminati. In generale, Tritemnodon possedeva un corpo allungato, una testa voluminosa e una lunga coda robusta. 

## Classificazione
Il genere Tritemnodon venne istituito da William Diller Matthew nel 1906, per accogliere alcune specie di mammiferi carnivori precedentemente ascritti ad altri generi, come Sinopa. Attualmente si ritiene che il genere Tritemnodon comprendesse due o tre specie, entrambe dell'Eocene medio: Tritemnodon strenuus, T. agilis e T. hians. La specie T. agilis, molto conosciuta, è stata a volte attribuita al genere Sinopa. I fossili di questo animale sono stati rinvenuti principalmente nella Williwood Formation dello Wyoming. Altri fossili sono stati dissotterrati nella Lower Bridge Formation, sempre nello Wyoming. 

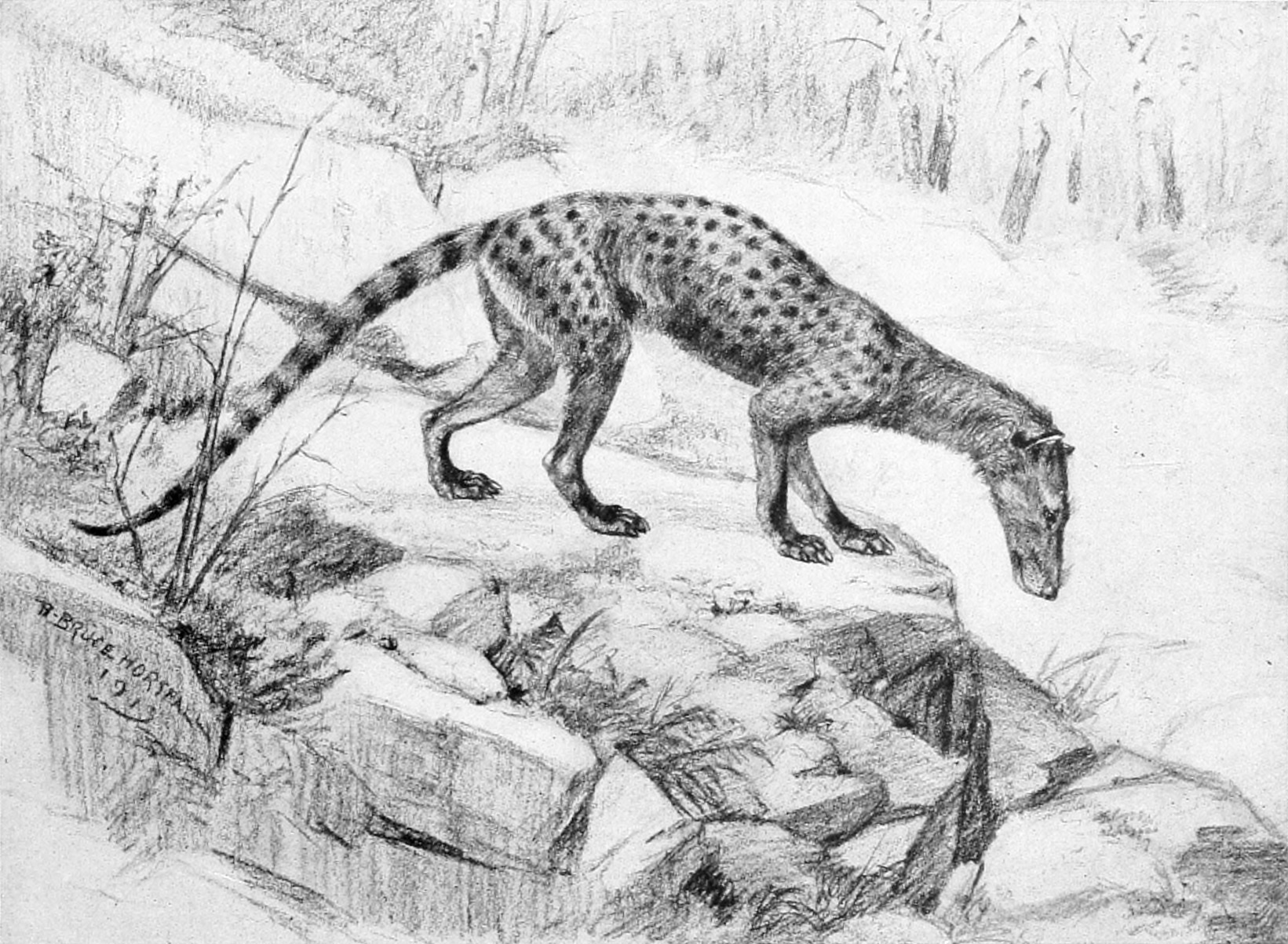
Ricostruzione di Tritemnodon agilis

Tritemnodon è un membro ben conosciuto dei Sinopaninae, un gruppo di mammiferi ienodonti dalle attitudini carnivore e insettivore, generalmente di piccole dimensioni; in passato sia Sinopa che Tritemnodon sono stati classificati nella sottofamiglia Proviverrinae, comprendente tutti gli ienodonti di piccole dimensioni, come Lesmesodon, Proviverra e Cynohyaenodon. Studi successivi hanno dimostrato che questa sottofamiglia era in realtà parafiletica.

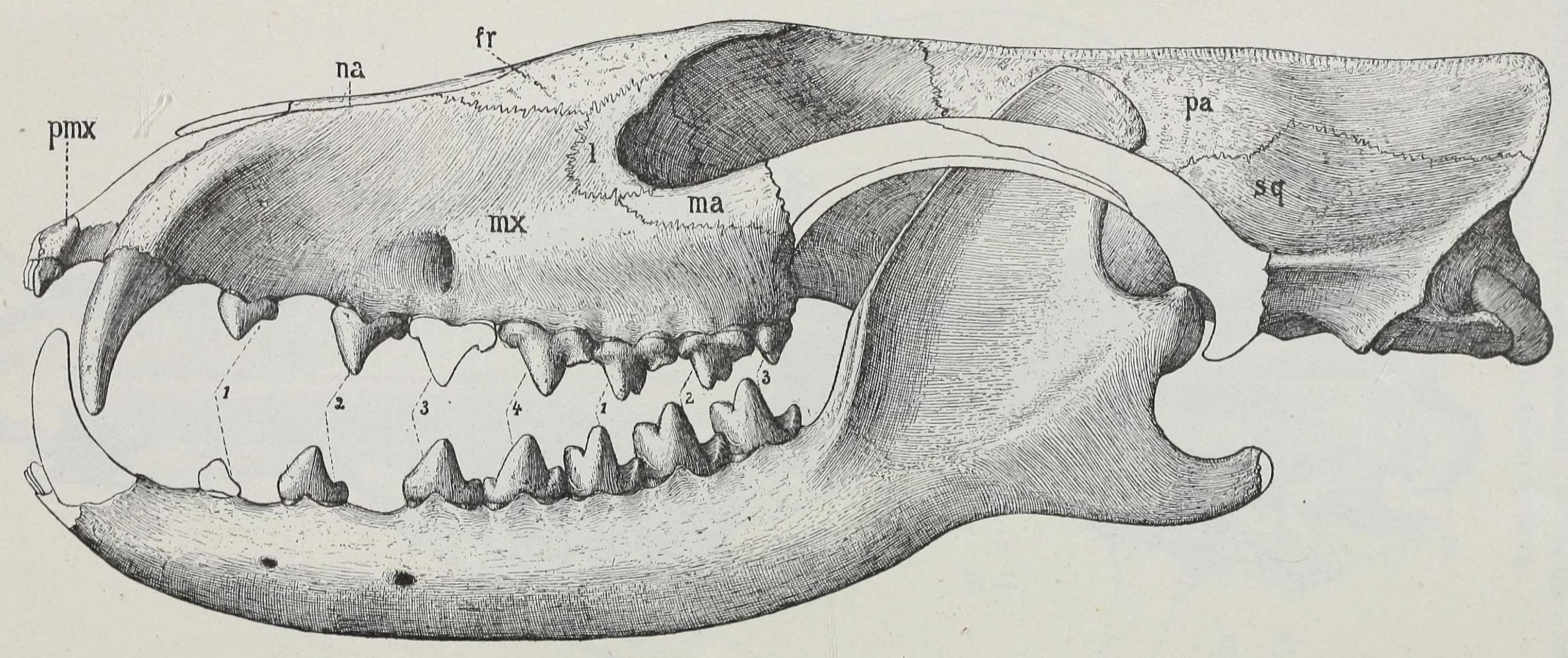
Cranio di Tritemnodon agilis

## Paleoecologia
Il tritemnodonte doveva essere un piccolo e agile carnivoro che si cibava di piccoli animali; è probabile che fosse un animale dalle spiccate abitudini terricole, e che non fosse in grado di arrampicarsi sugli alberi.